# Derle
La derle est une terre argileuse utilisée dans l'industrie.

## Origine du nom
- Derle nom ancien, vulg.  diele, venant peut-être de terelle, (« lieu d'où on tire la terre pour en faire du mortier ») def, dife, difle en patois; dein, del, ter del  ; 1328 Namur, derle sordreresse étymologie incertaine. Marle, terre à potier, terre à fouler. Derlière, où l'on tire de la terre, espèce de sablonnière . marga argilacea nom donné en Alsace et en Flandres[1], à la terre à pipe de très bonne qualité servant à fabriquer pipes, céramique, poteries et carreaux de terre cuite. La derle sert aussi dans l'industrie du bronze par exemple pour faire les chapes de moulage des cloches qui nécessitaient une argile de très bonne qualité, à la fabrication des creusets, en verrerie, cristallerie, briqueterie, fabrique de tuyaux, de poteries, de produits réfractaires.

- Ce nom désignait aussi la terre collante qui servait à fixer au fond d'une ardoisière, la chandelle de l'ardoisier : la boulette de terre glaise était nommée chandelier.

## Gîtes

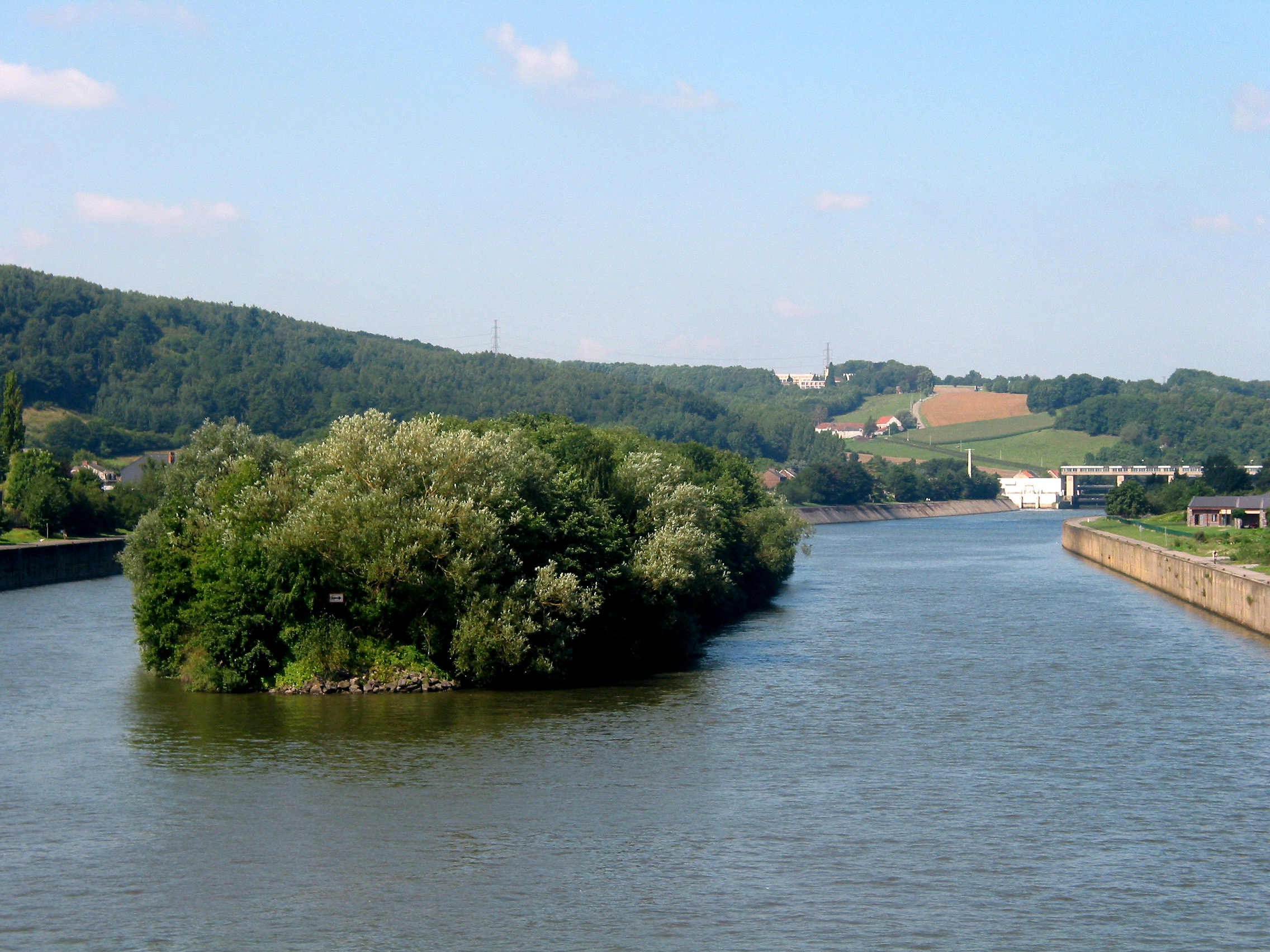
Andenne sur la Meuse.

On les trouvait principalement à Namur, dans un gîte à Andenne (« la Blanche Derle »)et aussi à Andenelle, village voisin, Couthuin, commune de Héron, Huy Dinant (cause de dissension entre Dinant et Bouvignes), Wierde . La derle employée par les batteurs de cuivre vient de Rhisnes.

## Trafic de la derle
On l'extrayait à la pioche, dans des galeries à étages et on la transportait dans des paniers en osier appelés mandes. Le trafic de la derle se faisait sur la Meuse, vers Gouda. La derle passait en France en suivant la Lys jusqu'à Armentières, puis elle était transportée à Dunkerque et envoyée par mer en Hollande .
Au XVIIIe siècle elles étaient déchargées de droits d'entrée dans les Flandres par arrêt du Roi (31 août 1728) . 
Joseph Wouters faïencier, installe ses usines au bord de la Meuse à Andenne fin du XVIIIe siècle. À cette époque, le trafic de derle se faisait par tonnes. C'était une activité importante de la région. 
Le Musée Piperie Léonard (Andenelle) a pendant longtemps montré des moules et modèles de pipes, des collections issues du dernier atelier de pipes en terre d'Andenelle. Il aurait fermé se portes en 2008.

### Sources sur le web
- Musée de la Céramique à Andenne et Musée de la céramique.
- Derle de la Vallée du Samson
- Derle de Couthuin
- Derlières de Wierde
- P 50, Agriculture Wallonie